# Anders Wåhlström
Anders Wåhlström, född 1699 i Västervåla i Västmanland, död 18 april 1770, var en svensk skolmästare, organist, klockare och klavikordbyggare. Hans son Carl Wåhlström var orgelbyggare i Stockholm.

## Biografi
Föddes 1699 i Västervåla, Västmanland. Inskriven vid Uppsala universitet den 3 mars 1721. 1723 Arbetar han som skolmästare i Halmstad. Från 1724-1730 bor de på Smedjegatan 338 (335) i Västerås församling. Flyttar 1730 till Tolfta där han arbetade som organist. Familjen flyttade 1735 till Snatrabodarna i Västlands socken. Där arbetade han som klockare och organist i Karlholms kyrka (Västland) mellan 1737 fram till sin död år 1770. Den 23 juni förrättades bouppteckningen efter honom och där nämns ett klaver.

### Byggnadsstil
Hans klavikord är byggt i Nordtysk tradition.

### Familj
- Gifte sig 3 juni 1723 med Sissela (Cecilia) Törnros, född 1706 i Halmstad,[2]. De fick tillsammans barnen:
  - Helena Wåhlström, född 5 november 1723 i Halmstad,[3] död 15 november 1723 i Halmstad.[4]
  - Anna Maria Wåhlström, född 16 februari 1725 i Västerås, Västmanlands län.[5]
  - Agneta Wåhlström, född 30 januari 1727 i Västerås, Västmanlands län.[6]
  - Peter Wåhlström, född 1730 i Tolfta socken, Uppsala län, [7], bokbindare i Gävle
  - Carl Wåhlström, född 14 mars 1736 i Västlands socken, Uppsala län,[8] död i Vaksala socken, Uppsala län 25 november 1790, var en svensk orgelbyggare.
  - Sophia Wåhlström, född 12 mars 1740 i Västlands socken, Uppsala län.[9]
  - Lars Wåhlström, född 2 december 1743 i Västlands socken, Uppsala län.[10], ringare och brandvakt i Gävle
  - Johannes Wåhlström, född 25 februari 1746 i Västlands socken, Uppsala län.[11]
  - Anders Wåhlström, född 1741 i Västland.

## Instrument

### Klavikord
| År   | Bild | Omfång | Bild | Klaverstämpel | Kortal | Oktavbredd | Vågbalk | Bakre tangentstyrning | Ådring | Övrigt |
| ---- | ---- | ------ | ---- | ------------- | ------ | ---------- | ------- | --------------------- | ------ | --- |
| 1752 |      | C-c3   |      | Lilja         |        |            |         |                       |        | Klavikordet är 114,3 cm långt och 34 cm bredd. Klavikordet hittades på 1950-talet på vinden hos familjen Kastberg (klockarsläkt från orten). Den överlämnades då till Hållnäs Hembygdsförening. Signerad: Anders Wåhlström faciebat Anno 1752. Instrumentet förekommer 1985 på ett två kronors frimärke i Sverige. |